# Jordans lemma

Halvcirkeln C i komplexa planet uppdelad i C_{1} och C_{2}.

Jordans lemma är ett resultat inom komplex analys som ofta används vid beräkning av kurvintegraler. Lemmat är uppkallat efter matematikern Camille Jordan.
Det finns flera olika varianter av Jordans lemma, men en av dessa kan användas för att visa flera andra:
Om C1 är övre halvcirkeln med radien R, gäller att
{\displaystyle \left|\int _{C_{1}}e^{iz}dz\right|<\pi }
Med hjälp av detta kan man visa att om {\displaystyle g(z)\,} är en funktion sådan att {\displaystyle g(re^{i\theta })\rightarrow 0\,} då {\displaystyle r\rightarrow \infty \,} för alla {\displaystyle \theta \in [0,\pi ]} (exempelvis om {\displaystyle g(z)={\frac {P(z)}{Q(z)}}} där P och Q är två polynom sådana att grad Q > grad P) gäller att
{\displaystyle \lim _{R\rightarrow \infty }\int _{C_{R}}{g(z)e^{imz}}\,dz=0\quad \forall m>0}

## Tillämpningar
En vanlig tillämpning av Jordans lemma är att bestämma integralen av en funktion f på hela {\displaystyle \mathbb {R} }, eftersom kurvintegralen kring C kan skrivas:
{\displaystyle \int _{C}f(z)dz=\int _{C_{1}}f(z)dz+\int _{C_{2}}f(z)dz}
där C2 är en del av den reella axeln. Om man nu låter radien på C gå mot oändligheten, kommer C2 gå mot hela {\displaystyle \mathbb {R} }. Om f är en funktion så att {\displaystyle f(re^{i\theta })\to 0~~r\to \infty }, kommer första integralen, enligt ovan, gå mot noll så att:
{\displaystyle \int _{C}f(z)dz=\int _{C_{2}}f(z)dz}
och integralen i vänsterledet kan räknas ut med residysatsen, uttryckt som:
{\displaystyle \int _{-\infty }^{\infty }f(x)dx=2\pi i\sum Res[f(x)]}
där summan tas över alla residyer i övre komplexa halvplanet (den reella axeln exkluderad).